# محافظة الرس
محافظة الرس، هي إحدى محافظات منطقة القصيم في المملكة العربية السعودية، وعاصمتها مدينة الرس.

## السكان
بلغ عدد سكان محافظة الرس (121,359) نسمة حسب تعداد السعودية 2022، عدد السعوديين (85,918) نسمة، وعدد غير السعوديين (35,441) نسمة.

## القرى والمراكز التابعة
يتبع الرس أكثر من 200 قرية، فالرس أكثر محافظة تتبعها القرى في منطقة القصيم سواء كان ذلك إدارياً أو صحياً أو خدمياً
وهذه قائمة ببعض القرى:
1. أبو طلح
2. أبو نخله
3. الاحمديه
4. الاسامر
5. الافيهد
6. البعجاء
7. بدائع الضبطان
8. بدائع ريمان
9. بدراء
10. البديعه
11. البصيري
12. بقيعاء الجنوبية
13. جبيرة الطوال
14. الجرثمي
15. الجرذاوية
16. جفرة
17. حليسه
18. حليوه
19. الحماده
20. الحنينيه
21. الخشيبي
22. خضراء
23. الخطيم
24. الخنقه
25. الداث
26. الدارة
27. الدحله
28. دوبح
29. الدوحة
30. رشيده
31. الرضم
32. الرفائع
33. رفايع الحمايين
34. رفائع اللهيب
35. الركنه
36. الرمثية
37. روضة قرادان
38. الروضتين
39. الزهيرية
40. سلام
41. السلمات
42. سمحه
43. الشبيكية
44. الشمطاء
45. الشنانه
46. صعينين
47. الصليبي
48. الصمعورية
49. ضريه
50. ضليع رشيد
51. ضمينه
52. الطرفية الغربية
53. طفيله
54. الطيوي الجنوبي
55. الظاهرية
56. العاقر
57. العاموده
58. العرداء
59. عريفجان ساحوق
60. عشيرة
61. عطا
62. عطي
63. عيده
64. الغبيه
65. الغضياء
66. فياضة سواج
67. فياضه
68. فيضة الريشية
69. فيضة السلمات
70. فيضة دخنه
71. فيضة ساحوق
72. فيضة سواج
73. فيضة نومان
74. القاعية
75. القرين
76. قصر البطاح
77. القوعي
78. القيصومة
79. اللغفية
80. ليم
81. مبهل
82. المرموثة
83. مسكة
84. المشاش
85. مطربة
86. المطيات
87. المطية
88. مظيفير
89. مفرق بن زويد
90. الناصفه
91. النبهانية
92. نجخ
93. نفجه
94. هرمول
95. هرموله
96. الهمجه
97. الهميلية
98. الهواوية
99. هويشله